# Lechria
Lechria is een muggengeslacht uit de familie van de steltmuggen (Limoniidae).

## Soorten
- L. albidipes Alexander, 1947
- L. angustaxillaris Alexander, 1948
- L. argentosigna Alexander, 1958
- L. argyrospila Alexander, 1957
- L. bengalensis Brunetti, 1911
- L. coorgensis Alexander, 1960
- L. delicatior Alexander, 1948
- L. fuscomarginata Alexander, 1956
- L. interstitialis Alexander, 1953
- L. leucopeza de Meijere, 1914
- L. longicellula Alexander, 1950
- L. lucida de Meijere, 1911
- L. luzonica Alexander, 1929
- L. nehruana Alexander, 1956
- L. philippinensis Alexander, 1925
- L. rufithorax Alexander, 1920
- L. singularis Skuse, 1890
- L. sublaevis Alexander, 1920